# Monterotondo
Monterotondo é uma comuna italiana da região do Lácio, província de Roma, com cerca de 34.095 habitantes. Estende-se por uma área de 40 km², tendo uma densidade populacional de 852 hab/km². Faz fronteira com Capena, Castelnuovo di Porto, Fonte Nuova, Mentana, Montelibretti, Palombara Sabina, Riano, Roma.

## Demografia
| Variação demográfica do município entre 1861 e 2011                               |
|                                                                                   |
| Fonte: Istituto Nazionale di Statistica (ISTAT) - Elaboração gráfica da Wikipedia |